# Ngọc lục bảo
Ngọc lục bảo hay bích ngọc là một loại khoáng vật berylin (Be3Al2(SiO3)6) của beryli có màu xanh với các sắc độ của màu lục và màu lục hơi ngả sang màu lam (bluish green). Màu xanh của ngọc lục bảo xuất phát từ hàm lượng nhỏ crôm và đôi khi cả vanadi trong khoáng vật. Berylin có độ cứng 7,5 - 8 trên 10 của thang độ cứng Mohs. Ngọc lục bảo có thể được sản xuất nhân tạo.

## Lịch sử
Ngọc lục bảo đã được dùng làm như một đơn vị tiền tệ để trao đổi ở Babylon từ 2000 năm trước Công nguyên. Ở Ai Cập cổ đại, người ta đã khai thác các quặng mỏ ngọc lục bảo ở gần Biển Đỏ từ hơn 2000 năm trước Công nguyên để làm đồ trang sức. Các mỏ ở Djebel Sabara, được tìm thấy lại vào năm 1818, được đặt tên nhầm lẫn là mỏ Cleopatra. Các mỏ này hiện đã cạn kiệt, chỉ cung cấp được các loại đá quý có chất lượng không cao.
Các tác giả cổ đại như Theophrastos, Herodotos hay Plinius Già đã từng nhắc đến ngọc lục bảo và miêu tả nhiều tượng, cột hay đài kỷ niệm dùng đến loại đá này. Ngày nay người ta biết rằng đó không phải là ngọc lục bảo thật. Thời đó có thể bị nhầm lẫn với các loại đá khác cũng có màu xanh và thời đó cũng đã có thủy tinh màu xanh giống như vậy. Mặt khác cũng có thể các tượng này được khắc từ các viên ngọc thô có chất lượng không cao.
Vào thời Đế chế La Mã Hoàng đế Nero đã dùng kính một tròng làm từ ngọc lục bảo khi xem các cuộc đấu trong võ đài. Thời kỳ này ở châu Âu người ta chỉ biết đến mỏ ngọc lục bảo duy nhất là ở Habachtal (Áo).
Trong thế kỷ 16, người Tây Ban Nha khám phá các mỏ mới ở Nam Mỹ, chủ yếu là ở Colombia. Mỏ ở Chivor được khai thác từ năm 1545 và mỏ ở Muzo vào năm 1560.
Một trong những hòn ngọc lục bảo lớn nhất thế giới là hòn ngọc Mogul Emerald được tìm thấy vào năm 1695 ở Ấn Độ. Hòn ngọc này nặng 217,80 cara và cao vào khoảng 10 cm. Một mặt của ngọc có khắc các bài kinh cầu nguyện, mặt kia khắc các hình hoa trang trí. Viên ngọc đã trở thành truyền thuyết này được một người giấu tên mua với giá 2,2 triệu USD vào ngày 28 tháng 9 năm 2001 tại Luân Đôn trong một cuộc bán đấu giá của Christie.

## Đặc điểm

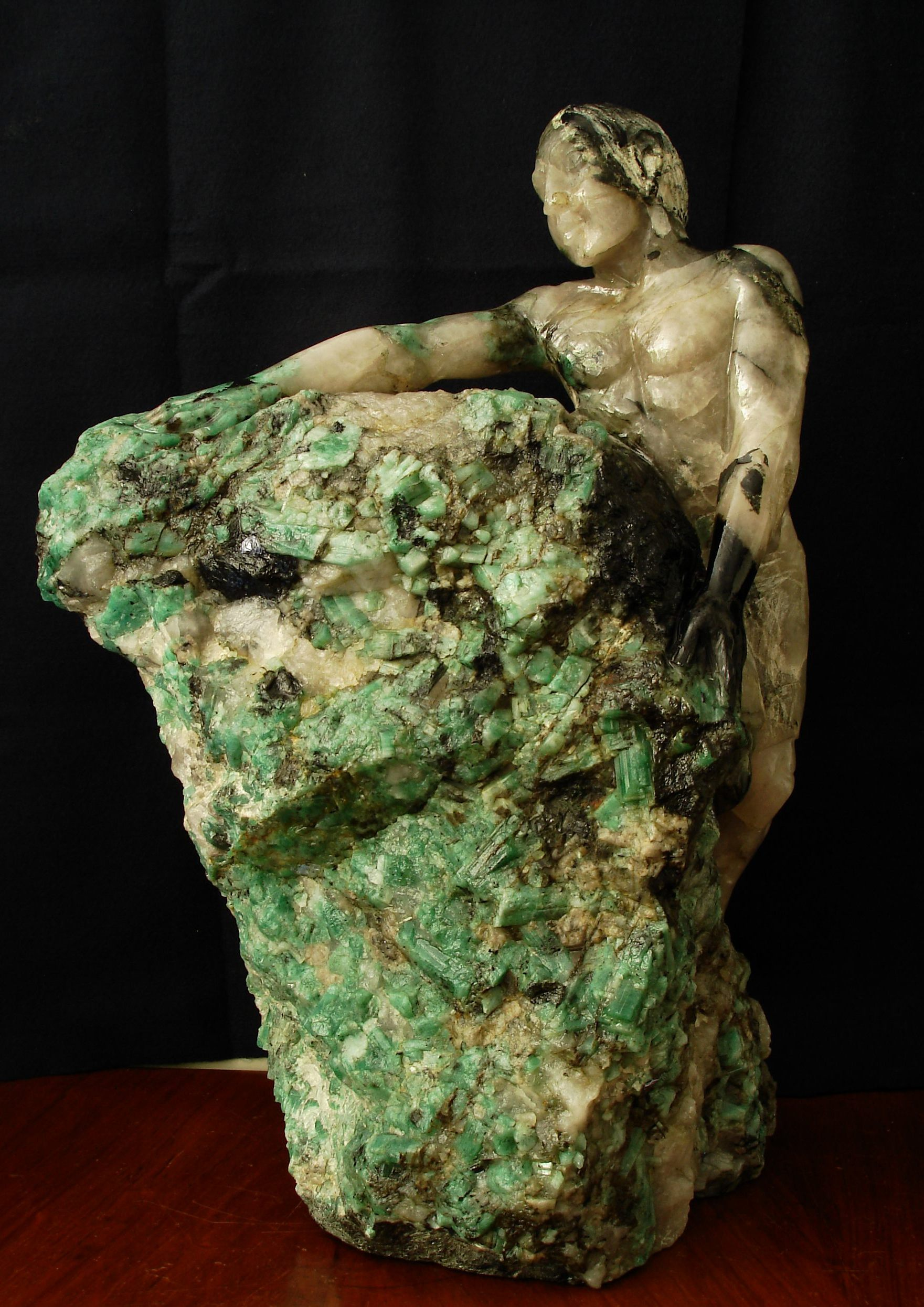
Khai thác ngọc
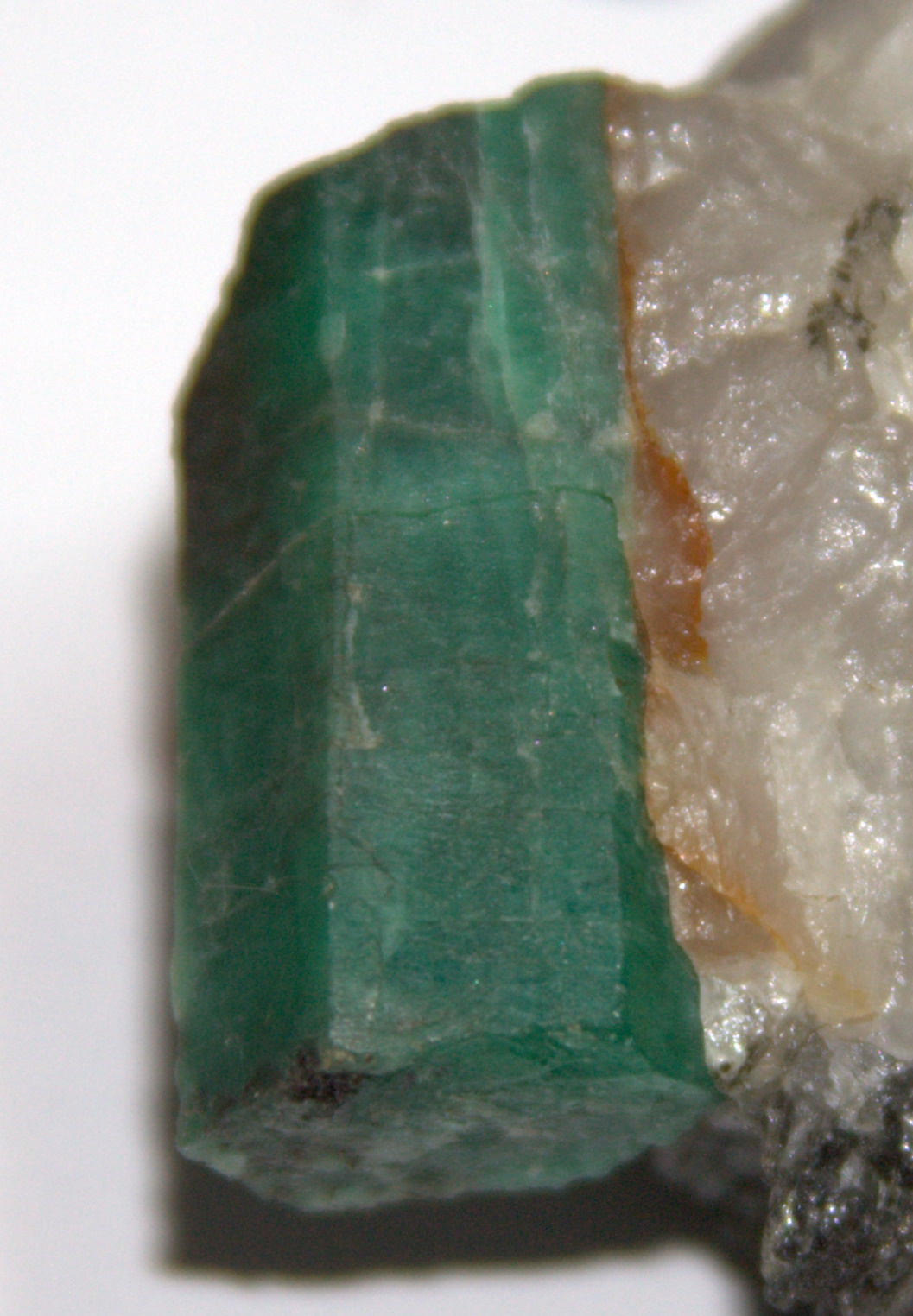
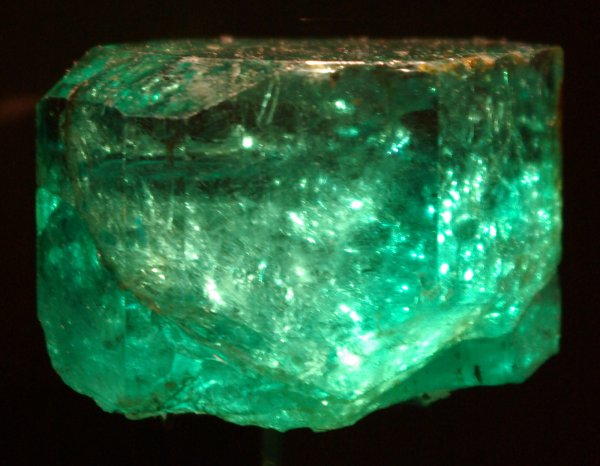
Ngọc lục bảo có thành phần hóa học và cấu trúc tinh thể giống berylil, tỷ trọng 2,67 - 2,78, với nguyên tố tạo màu là Cr, đôi khi là V.
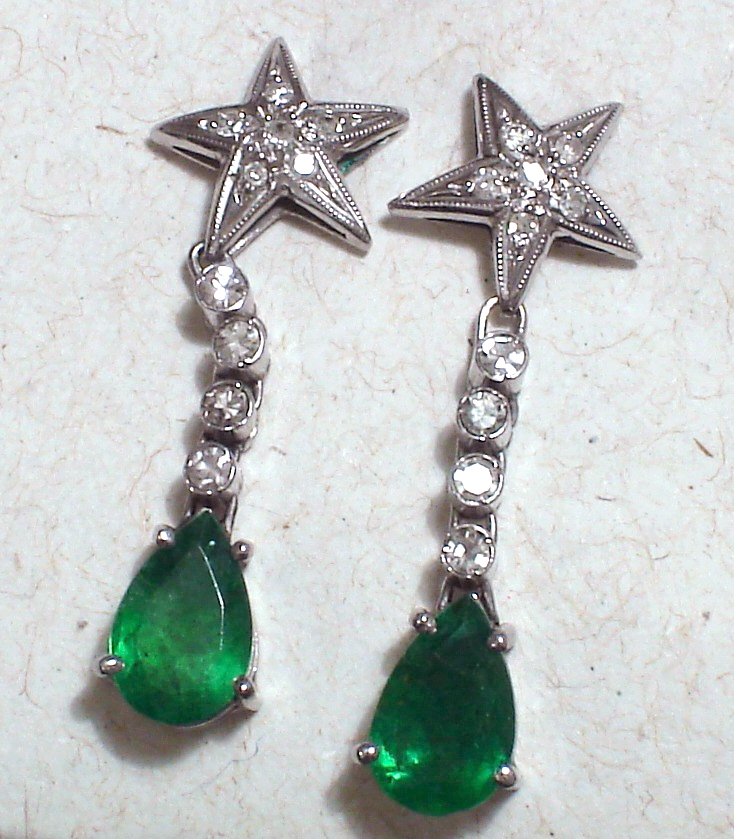
Màu sắc: Ngọc lục bảo thường có màu lục tới lục đậm. Màu lục của ngọc lục bảo không gì sánh được vì thế được gọi riêng là "lục ngọc lục bảo". Nguyên nhân tạo màu lục là do Cr2O3, đôi khi là vanadi (V). Màu sắc rất ổn định dưới tác dụng của ánh sáng và nhiệt, chỉ biến đổi nhiệt độ 700 - 800 độ C. Màu được ưa chuộng nhất là màu lục thắm, còn màu lục nhạt, vàng lục, lục tối ít chuộng hơn. Màu sắc trong viên đá thường phân bố không đều, mà tạo thành các sọc hoặc đám màu. Sắt cũng thường xuyên có mặt trong ngọc lục bảo và làm giảm sự phát quang của đá. Chỉ số chiết suất 1,576 - 1,582; lưỡng chiết 0,006; phổ hấp thụ: 6835, 6896, 6620, 6460, 6370, 6300, 5800, 4774, 4725;
- Ngọc lục bảo phát quang màu đỏ, và dưới kính lọc Chelsea cũng cho màu đỏ. Sự phát quang này có thể bị giảm đi khi có mặt của Fe, và có thể không phát quang, đặc tính quang học: một trục âm.
- Thông thường ngọc lục bảo chứa các bao thể tự nhiên như: bao thể lỏng với bọt khí và các bao thể cứng khác. Những bao thể đó là chứng cứ cho nguồn gốc tự nhiên của viên đá so với loại tổng hợp và mô phỏng. Bao thể rắn trong ngọc lục bảo:pyrit, sylvin, parisit (một khoáng vật đất hiếm), bao thể tinh thể âm định hướng song song với trục của tinh thể. Đặc biệt trong ngọc lục bảo hay có các màng sương nên người ta có tên gọi cho loại này là "ngọc lục bảo vườn cảnh".[3]

## Các phương pháp xử lý và tổng hợp
- Ngọc lục bảo được tổng hợp trong công nghiệp chủ yếu bằng phương pháp nhiệt dịch và ít hơn là phương pháp chất trợ dung "flux". Do emerald thường chứa nhiều các bao thể, các khe nứt lấp đầy do vậy, các khe nứt phổ biến trong emerald và thường được lấp đầy bằng chất dầu hoặc thủy tinh màu để làm tăng độ tinh khiết. Cách xử lý này gọi là lấp đầy hoặc tẩm dầu khe nứt. Có thể cần tái lấp đầy emerald định kỳ để thay thế chất lấp đầy cũ đã bị biến đổi. Việc xử lý này được xem là không bền và có thể phát hiện được.